# Lorenzo Torres
Lorenzo Torres aka Mr. Lo (* 1958 in Kalifornien) ist ein US-amerikanischer Papiermanipulator und Tänzer mexikanischer Abstammung. Er lebt seit 1983 in Deutschland, wo er sich in München niederließ.

## Leben
Torres begann in seiner Heimat im Alter von 14 Jahren eine Tanzausbildung in klassischem Ballett, Jazztanz und Flamenco, die er im Rahmen eines Stipendiums in Kanada und England erweitern konnte.

### Tanz und Choreographie
Er gehörte als Tänzer und Choreograph  namhaften Tanzensembles und Ballettkompanien an, beispielsweise der Mosaico Music & Dance Company, dem Los Angeles Ballet, dem Minnesota Dance Theatre oder dem mexikanischen Nationalballett, der Compañía Nacional de Danza, die ihre Heimat im Palacio de Bellas Artes in Mexiko-Stadt hat.
In Deutschland war er am Saarländischen Staatstheater und am Hessischen Staatstheater Wiesbaden beschäftigt, lehrte Ballett und Jazztanz in Florenz, Salzburg und München und arbeitete als Choreograf unter anderem am Berliner Friedrichstadt-Palast sowie am Deutschen Theater in München, in der Berliner Bar jeder Vernunft, im unterhaus – Mainzer Forum-Theater und im Kölner Senftöpfchen. Als Tänzer und Kontorsionist (Schlangenmensch) trat er von 1986 bis 1998 in zahlreichen Varieté-Programmen auf.

### Papierkunst
Seit 1995 arbeitet er als Papierkünstler. Auf die Idee brachte ihn der Schweizer Artist Macao (le roi du papier) in André Hellers Fernsehshow Salut für Olga. Da dieser ihm bei einem Treffen auf einer Gala-Veranstaltung auf Nachfrage sein Wissen nicht weitergab, brachte Torres sich die Kunstfertigkeit im Umgang mit Papier anhand des Studiums der eingesammelten Papierstücke und der Videoaufzeichnung von Macaos Fernsehauftritt über einen Zeitraum von fünf Jahren autodidaktisch bei. Seither hatte er als Papiermanipulator national und international zahlreicher Varieté- und Zirkus-Engagements, in Europa unter anderem im Circus Roncalli, 2006 im Großen Moskauer Staatszirkus, 2010/2011 im Rotterdamer Kerstcircus Ahoy´, 2004/2005/2007 in den Spiegelzelten von Eckart Witzigmanns „Witzigmann Palazzo“ oder 2009 bei der 50-Jahre-Stars-in-der-Manege-Jubiläumsveranstaltung. Seine Referenzenliste weist auch eine Vielzahl sogenannter „Papierkunden“ vor, darunter Papierfabriken, Presseverlage, Servietten- und Wellpapphersteller sowie Druckereien. Torres trat mit seinen Kunststücken mehrfach im Fernsehen auf, unter anderem 2011 in André Hellers Show Magnifico.

„Ich hab einfach das Papier eingesammelt, das der nach seiner Vorführung auf der Bühne liegen ließ. Das wurde puzzleartig zusammengesetzt, genau studiert und immer wieder geprobt. Dafür hab ich sicher einige hundert Mal das Video angeguckt - bis ich die Nummer drauf hatte.“

### Musik
Torres unterstützte 2006 musikalisch bei zwei Tracks die Produktion des Konzept-Hörbuch nach|t|vertontdes Lyrikers Stefan Brinkmann, das in Kooperation mit Phase III entstand.